# Jim French
Jim French (Beaver Falls, 14 gennaio 1932 – Palm Springs, 16 giugno 2017) è stato un fotografo statunitense, noto dietro lo pseudonimo Rip Colt. Fondatore dei Colt Studio, è divenuto uno dei massimi esponenti della fotografia omoerotica.

## Biografia
Formatosi presso la Philadelphia Museum School of Art, frequentata tra il 1950 e il 1954. Nel 1955 viene arruolato nella United States Army, rimanendovi fino al 1957. French si stabilisce a New York dove inizia la sua carriera di illustratore prediligendo disegni omoerotici che firma con lo pseudonimo Arion. Nel frattempo diviene socio di società attivi via posta, chiamata Luger. Il marchio è stato scelto a causa del forte riferimento alla virilità data dalla pistola tedesca Luger P08.
Inizialmente i disegni di Arion erano caratterizzate da un erotismo più soft dal forte impatto romantico, in seguito i disegni prodotti per la Luger subirono un sostanziale cambiamento, incentrandosi su temi decisamente più virili come motociclisti, cowboy, lottatori e altre figure legate al machismo. A causa delle restrizioni legali e della forte censura, i primi lavori di French non contengono immagini di nudo frontale, ma sono state comunque caratterizzate dall'alto contenuto erotico.
Dopo aver venduto la sua quota della Luger, French, assieme al suo nuovo socio, Lou Thomas, fondò i Colt Studio, un altro riferimento ad un'arma da fuoco. La società inizia ufficialmente la propria attività nel 1967, producendo fumetti ed illustrazioni erotiche, inviate sempre per posta. Nel corso degli anni la società divenne un successo commerciale. Dopo quindici anni di attività French sposta la propria società in California. Nel 1974 compra la quota del suo socio e stabilisce gli uffici della Colt nella San Fernando Valley, da quel momento inizia a realizzare fotografie di nudo maschile, comprese di nudo frontale, diventando l'azienda leader dell'erotismo maschile dopo l'Athletic Model Guild di Bob Mizer. Le immagini di uomini nudi, virili e molto muscolosi, fecero il giro del mondo, tramite calendari, riviste e libri fotografici, commercializzati dalla Colt.
Nel corso degli anni la società iniziò a produrre i primi film pornografici gay. Nel 1999 la Colt rischiò il fallimento e French si affidò alle mani di Greg Randall, che risollevò le sorti dell'azienda grazie all'avvento di internet. La Colt sbarcò sul web, commercializzando i propri prodotti con successo, confermandosi azienda leader del settore.
Nel 2005 viene incluso nella Hall of Fame durante la settima edizione dei GayVN Awards.